# Raymond Walburn
Raymond Walburn (* 9. September 1887 in Plymouth, Indiana; † 26. Juli 1969 in New York City) war ein US-amerikanischer Schauspieler.

## Leben und Karriere
Raymond Walburn wurde als Sohn einer Schauspielerin geboren und zog nach der Scheidung der Eltern mit seiner Mutter nach Oakland, Kalifornien. Dort gab er im Alter von 18 Jahren sein Schauspieldebüt in einer Produktion von Macbeth. Er konnte sich schon bald als Komödiendarsteller einen Namen machen und trat einige Jahre in San Francisco auf, wo er das Erdbeben von 1906 überlebte. In den 1910er- und 1920er-Jahren arbeitete Walburn mehrmals am Broadway, unter anderem in der Uraufführung von Arthur Richmans mehrmals verfilmten Stück The Awful Truth oder in der Hauptrolle der erfolgreichen Komödien The Show Off und Freddy. Unterbrochen wurde seine Karriere von einem Einsatz im Ersten Weltkrieg.
Bereits 1916 hatte Walburn sein Kinodebüt in einem Kurzfilm gegeben, doch blieben seine Filmauftritte während der Stummfilm-Ära Mangelware. Erst 1934 wandte Walburn sein Hauptaugenmerk auf das Filmgeschäft und spielte noch im selben Jahr Das Rätsel von Monte Christo (1934) neben Robert Donat. Walburn etablierte sich als erfolgreicher Charakterdarsteller von zumeist wichtigtuerisch auftretenden Nebenfiguren, die es mit der Wahrheit nicht immer ernst nahmen. Im Filmklassiker Mr. Deeds geht in die Stadt spielte er 1936 den loyalen Butler von Gary Cooper. Einige seiner bekanntesten Rollen hatte er in Screwball-Komödien, etwa als Vater von Myrna Loy in Dritter Finger, linke Hand (1940), als exzentrischer Besitzer einer Kaffeefirma in Weihnachten im Juli (1940) sowie als aufgeblasener Bürgermeister in Heil dem siegreichen Helden (1944). In gleich mehreren Filmen wurde er von den Star-Regisseuren Frank Capra und Preston Sturges eingesetzt. Walburn drehte aber auch regelmäßig außerhalb des Komödiengenres, so spielte er einen Kapitän im Filmmusical Zum Tanzen geboren (1936) und einen Richter im John-Wayne-Western Schwarzes Kommando (1940).
Üblicherweise in substanziellen Nebenrollen eingesetzt, erhielt Walburn ab 1949 in der vierteiligen „Henry“-Filmreihe des B-Movie-Studios Monogram Pictures eine seltene Hauptrolle. An seiner Seite spielte sein enger Freund Walter Catlett. 1955 drehte Walburn seinen letzten Film Mit roher Gewalt, in dem er an der Seite von Anne Baxter und Jeff Chandler zu sehen war. Im selben Jahr starb seine Ehefrau Getrude, mit der er seit 1923 verheiratet war und ein Kind hatte. Nach dem Tod seiner Frau zog er sich zunächst ins Privatleben zurück, absolvierte dann aber doch einige Auftritte im US-Fernsehen und unternahm auch am Broadway ein Comeback. Zwischen 1962 und 1964 spielte Walburn in der Uraufführung von Stephen Sondheims Welterfolg Toll trieben es die alten Römer (A Funny Thing Happened on the Way to the Forum) die Rolle des Erronius, welche in der gleichnamigen Verfilmung von Buster Keaton gespielt wurde. Bei seinem Tod 1969 mit 81 Jahren hinterließ er seine zweite Ehefrau Jane Davis.

## Filmografie (Auswahl)
- 1916: The Man Hunt (Kurzfilm)
- 1929: The Laughing Lady
- 1934: Das Rätsel von Monte Christo (The Count of Monte Christo)
- 1934: Broadway Bill
- 1935: Musik um Mitternacht (Thanks a Million)
- 1935: Ein Arzt für alle Fälle (Society Doctor)
- 1936: Zum Tanzen geboren (Born to Dance)
- 1936: Der große Ziegfeld (The Great Ziegfeld)
- 1936: The King Steps Out
- 1936: Mr. Deeds geht in die Stadt (Mr. Deeds Goes To Town)
- 1936: Craig’s Wife
- 1937: Hoheit flirtet (Thin Ice)
- 1937: High, Wide and Handsome
- 1937: Broadway Melodie 1938 (Broadway Melody of 1938)
- 1938: Der gejagte Professor (Professor Beware)
- 1939: Zauberer der Liebe (Eternally Yours)
- 1940: Weihnachten im Juli (Christmas in July)
- 1940: Dritter Finger, linke Hand (Third Finger, Left Hand)
- 1940: Schwarzes Kommando (Dark Command)
- 1940: Das Ultimatum für Bohrturm L 9 (Flowing Gold)
- 1941: Louisiana Purchase
- 1943: Desperados – Aufruhr der Gesetzlosen (The Desperadoes)
- 1944: Heil dem siegreichen Helden (Hail the Conquering Hero)
- 1944: Arsen und Spitzenhäubchen (Arsenic and Old Lace) (Cameo-Auftritt)
- 1944: Music in Manhattan
- 1946: Karten, Kugeln, Banditen (Plainsman and the Lady)
- 1947: Verrückter Mittwoch (The Sin of Harold Diddlebock)
- 1948: Der beste Mann (State of the Union)
- 1949: Henry, the Rainmaker
- 1950: Lach und wein mit mir (Riding High)
- 1950: Ein charmanter Flegel (Key to the City)
- 1951: Gib Gas, Joe! (Excuse my Dust)
- 1951: Golden Girl
- 1955: Mit roher Gewalt (The Spoilers)